# Monzeki
Les monzeki (門跡) étaient des prêtres bouddhistes japonais issus d'une lignée aristocratique, voire impériale. Le terme a également été appliqué aux temples bouddhistes au Japon dans lesquels ils vivaient.

## Source de la traduction
- (en) Cet article est partiellement ou en totalité issu de l’article de Wikipédia en anglais intitulé « Monzeki » (voir la liste des auteurs).